# FC Amberg
El FC Amberg es un equipo de fútbol de Alemania que juega en la Bayernliga Nord, una de las ligas que conforman la quinta división del fútbol alemán.

## Historia
Fue fundado el 6 de abril de 1921 en la ciudad de Amberg en Baviera con el nombre Amberg FV; y el 17 de enero de 1931 lo cambiaron a VfB Amberg. Al finalizar la Segunda Guerra Mundial, el 9 de noviembre de 1945 se fusionó con el TV 1861 Amberg para crear al TuS Amberg. Esa unió duró poco, ya que ambas instituciones se separaron el 15 de julio de 1949, y el club fue reorganizado como 1. FC Amberg.
El club pasó entre la tercera y quinta categoría hasta que en 1995 hicieron su última aparición en la Oberliga Bayern (IV), ya que al terminar la temporada 1994/95 el club desapareció por tener una deuda de 1.7 millones de marcos alemanes.

### Refundación
En 1995 nace el FC Amberg, iniciando en las ligas más bajas de Baviera, logrando varios ascensos, así como descensos, logrando ascender a la Bayernliga para la temporada 2012/13, hasta que en la temporada 2014/15 luego de vencer al VfB Garching en la promoción por el ascenso lograron ascender a la Regionalliga Bayern por primera vez en su historia.

## Palmarés
- Amateurliga Bayern: 1 (III)

1952
- Landesliga Bayern-Mitte: 2 (IV)

1975, 1986
- Bezirksoberliga Oberpfalz: 3 (VI)

- Bezirksliga Oberpfalz-Nord: 1 (VII)

- Oberpfalz championship: 2

1948, 1951

## Participación en la Copa de Alemania
| Temporada | Ronda | Fecha                | Casa         | Visita                   | Marcador |
| 1986–87   | 1     | 27 de agosto de 1986 | 1. FC Amberg | Borussia Mönchengladbach | 0–7      |

Fuente:«DFB-Pokal» (en alemán). Weltfussball.de. Consultado el 29 de mayo de 2009.